# グレープストーン
株式会社グレープストーン（英: GRAPESTONE.Co.Ltd）は東京都中央区銀座に本社をおく、洋菓子の製造・販売会社。展開しているブランドは「東京ばな奈」、「ねんりん家」、「シュガーバターの木」などがある。

## 沿革
- 1978年7月 - 株式会社日本珈琲食器センター設立
- 1989年 - 株式会社グレープストーンに社名変更
- 1991年11月 - 東京ばな奈発売開始
- 2007年2月 - 「ねんりん家」出店

## ブランド
- 銀座ぶどうの木
- 銀のぶどう
- 鎌倉五郎本店
- 東京ばな奈
- 焼き菓子バームクーヘン ねんりん家
- シュガーバターの木
- シュガーファース（生産終了）
- 北のシュガーバターの木（生産終了）
- たい焼き 鉄次（生産終了）
- 銀座まめはな（生産終了）
- TOKYOチューリップローズ
- バターステイツby銀のぶどう
- クレソンリバーサイドストーリー 旧軽井沢
- ベリールビーカット
- キャプテンスイーツバーガー
- じゃがボルダ
- KAMAKURA 茶の福
- ブリュレメリゼ
- 喫茶店に恋して。
- THE CARAMEL CROWN